# Clusijev svišč
Clusijev svišč (znanstveno ime Gentiana clusii) je trajnica iz družine sviščevk.

## Opis
Clusijev svišč je nizka trajnica z jalovimi poganjki in rozeto pritličnih listov.

### Vegetativne lastnosti
Clusijev svišč je prezimna zelena, trajna zelnata rastlina in doseže višino od 5 do 15 centimetrov. Steblo je prisotno, vendar je zelo kratko.
Listi so razporejeni v bazalno rozeto. Enostavna listna ploskev je široka - suličasta s koničastim zgornjim koncem v dolžini od 5-6 cm in je običajno najširša na sredini in pod njo. Listne plošče so nekoliko usnjate in grobe. Stebelni listi niso vedno prisotni, če so do trije pari, in so manjši od bazalnih listov. Cvetovi so temno modre barve in rastejo posamično. Zraste do 10 centimetrov. Raste na suhih travnikih, kamnitih tratah in v kamnitih razpokah sredogorja in visokogorja, kjer cveti od aprila do avgusta. V Sloveniji je clusijev svišč zavarovan od leta 1992.

### Generativne lastnosti
Obdobje cvetenja traja približno od maja do avgusta. Cvetovi so posamični in pokončni.
Hermafroditni cvetovi so radialno simetrični in petkratni z dvojnim perianthom. Pet čašnih listov je zraščenih v dolgo čašno cev. Pet nekoliko štrlečih čašnih rež, ki so na spodnjem koncu nekoliko zoženi in ostro zašiljeni, je običajno daljših od polovice čašne cevke in čašne vdolbine so zašiljene. Intenzivno moder in znotraj belkasto črtast ali jasno pikčast temno moder venec je visok 5 do 6 centimetrov. Pet cvetnih listov ima zvonasto obliko. Prašniki so pasasto razširjeni in rastejo skupaj z vencem. Prašniki so zlepljeni skupaj in tvorijo cev.[4] Slog se konča z režnji stigme, ki so razširjeni in obrobljeni ter tvorijo majhen lijak.
Plodna ovojnica je podolgovata, sedeča, pri dnu zožena in (merjeno brez stila) dolga 6 do 8 centimetrov. Rjava semena so elipsoidna z dolžino približno 1,5 milimetra in širino približno 1 milimetra, brez kril in mrežasto nagubana z devetimi ali desetimi vzdolžnimi grebeni.

### Kromosomsko število
Število kromosomov je 2n = 36.

## Ekologija
Clusijev svišč je prezimujoči zeleni hemikriptofit.
Ko temperatura pade, se cvet zapre. Pogosto, ko je mokro, se steblo s cvetom uleže na tla. Opraševalci so čmrlji. Pet nektarnih vrečk na dnu cveta je ločenih s prašniki, zato mora gostujoča žuželka petkrat potopiti svoj proboscis, da pridobi celotno zalogo nektarja v cvetu.

## Razlika od Kochovega svišča
Zelo podobna sta si oba zvončasta svišča z zelo kratkimi stebli, Clusijev svišč (Gentiana clusii) in Kochov svišč (Gentiana acaulis). Vendar pa se Kochov svišč izrazito razlikuje od Clusijevega svišča po tem, da ima širše rozetaste venčne liste in tope vdolbine med čašnimi listi, modri cvetni zvonček na grlu pa je običajno opremljen s petimi zelenimi pikami. Zaradi pomanjkanja teh lis je Clusijev svišč videti bolj intenzivno moder. Pojavnost obeh vrst se večinoma ne prekriva, saj je Gentiana acaulis vrsta, ki se izogiba apnu, Gentiana clusii pa se pojavlja samo na apnu. V takih primerih botanik govori o tesno sorodni taksonski vrsti.

## Pojav in varstvo
Informacije o nahajališču Gentiana clusii so na voljo za Nemčijo, Avstrijo, Švico, Italijo, Francijo, Poljsko, Slovaško, Ukrajino, Hrvaško, Slovenijo in Romunijo.
Clusijev svišč je razširjen v Alpah, v predgorju Alp, v Juri, v Schwarzwaldu in v Karpatih. Raste na pustih in apnenčastih suhih travnikih ali prodnatih tleh. Uspeva od gorske doline do alpske ravni na nadmorski višini 2760 metrov.
Je značilna vrsta asociacije Seslerion albicantis, pojavlja pa se tudi v nižinah v rastlinskih združbah asociacije Mesobromion, Molinion ali Caricion davallianae.
Kot vse ostale vrste sviščev je tudi Clusijev v Nemčiji in Avstriji in Sloveniji pod naravovarstvenim varstvom.

## Sistematika
Gentiana clusii sta leta 1853 prvič opisala Eugène Pierre Perrier de la Bâthie in André Songeon v Bulletin de la Société d'Histoire Naturelle de Savoie, Chambery, stran 185. Poseben epitet clusii je v čast zdravniku in naravoslovcu Charlesu de l'Écluseu. Sinonim za Gentiana clusii E.P.Perrier & Songeon je Gentiana vulgaris (Neilr.) Beck.
Odvisno od avtorja obstaja nekaj podvrst:
- Gentiana clusii E.P.Perrier & Songeon subsp. clusii
- Gentiana clusii subsp. costei Braun-Blanq.: Pojavlja se le v Franciji.
- Gentiana clusii subsp. pyrenaica J.Vivant: Pojavlja se le v Franciji.
- Gentiana clusii subsp. rochelii Halda: Pojavlja se le na Slovaškem.[
- Gentiana clusii subsp. undulatifolia Sünd.: Pojavlja se samo v Italiji.

## Uporaba in kulturni pomen
Tako kot Kochov svišč je tudi Clusijev svišč na voljo v vrtnarskem razmnoževanju v specializiranih drevesnicah.
S tem značilnim, glede na ostalo rastlinsko telo, izjemno velikim, svetlo modrim cvetom, je ta vrsta svišča postala arhetip alpskega cvetja in svišča par excellence. Večina ilustracij, ki prikazujejo svišč brez nadaljnjega opisa, prikazuje njegove cvetove – tudi na etiketah steklenic za alkoholne pijače in zdravila, čeprav nikoli ni sestavin svišča brez peclja, ampak skoraj vedno grenke snovi iz podzemnih rastlinskih delov visokih vrst, kot je rumeni svišč (Gentiana lutea).